# Bâcleș
Bâcleș est une commune roumaine du județ de Mehedinți, dans la région historique de l'Olténie et dans la région de développement du Sud-Ouest.

## Géographie
La commune de Bâcleș est située au sud-est du județ, dans la plaine de Bălăciței (Podișul Bălăciței), à la limite avec le județ de Dolj, à 54 km au sud-est de Drobeta Turnu-Severin, la préfecture du județ.
La commune est composée des sept villages suivants (population en 2002) :
- Bâcleș, (513), siège de la municipalité ;
- Corzu (606) ;
- Guira (86) ;
- Petra (295) ;
- Podu Grosului (293) ;
- Seliștiuța (220) ;
- Smadovița (732).

## Religions
En 2002, 99,67 % de la population était de religion orthodoxe.

## Démographie
En 2002, les Roumains représentaient 99,96 % de la population totale. La commune comptait 1 167 ménages et 1 496 logements.
| 2002  | 2007  |
| ----- | ----- |
| 2 775 | 2 321 |

## Économie
L'économie de la commune est basée sur l'agriculture et l'élevage.